# Xã Richardville, Quận Kittson, Minnesota
Xã Richardville (tiếng Anh: Richardville Township) là một xã thuộc quận Kittson, tiểu bang Minnesota, Hoa Kỳ. Năm 2010, dân số của xã này là 102 người.